# Agrypina
Agrypina o, più comunemente, Agrafena, (... – 1393) è stata una nobildonna lituana della dinastia dei Gediminidi.
Figlia del granduca di Lituania Algirdas e della sua prima moglie Maria di Vicebsk, nel 1354 sposò il duca di Suzdal' Boris, figlio di Konstantin e fratello di Dmitrij Konstantinovič. La donna viene menzionata solo nella cronaca di Suprasl, una trascrizione della prima cronaca lituana. Una cronaca russa conferma il matrimonio, ma non riporta il nome della sposa: si tratta dell'unica informazione affidabile disponibile su Agrypina. Suo marito tentò di assumere il controllo di Nižnij Novgorod, ma fallì quando a prevalere nella lotta fu Demetrio del Don, gran principe di Mosca. Curiosamente, Demetrio divenne il principale antagonista di Algirdas, padre di Agrypina, quando si scatenò la guerra lituano-moscovita (1368-1372).

## Ascendenza
|                  |                     |                 | Genitori       |  |  | Nonni     |  |  | Bisnonni |  |
|                  |                     |                 |                |  |  | Gediminas |  |  | Butvydas |  |
|                  |                     |                 |                |  |  | Gediminas |  |  | Butvydas |  |
|                  |                     | …               |                |  |  | Gediminas |  |  |          |  |
| Algirdas         |                     |                 |                |  |  | Gediminas |  |  |          |  |
|                  |                     | Jewna di Polack | Ivan di Polack |  |  |           |  |  |          |  |
|                  |                     | Jewna di Polack | Ivan di Polack |  |  |           |  |  |          |  |
|                  |                     | Jewna di Polack | …              |  |  |           |  |  |          |  |
| Agrypina         |                     | Jewna di Polack |                |  |  |           |  |  |          |  |
|                  | Jaroslav di Vicebsk | …               |                |  |  |           |  |  |          |  |
|                  | Jaroslav di Vicebsk | …               |                |  |  |           |  |  |          |  |
|                  | Jaroslav di Vicebsk | …               |                |  |  |           |  |  |          |  |
| Maria di Vicebsk | Jaroslav di Vicebsk |                 |                |  |  |           |  |  |          |  |
|                  |                     | …               | …              |  |  |           |  |  |          |  |
|                  |                     | …               | …              |  |  |           |  |  |          |  |
|                  |                     | …               | …              |  |  |           |  |  |          |  |
|                  |                     | …               |                |  |  |           |  |  |          |  |